# Les Complices de la dernière chance
Pour plus de détails, voir Fiche technique et Distribution.
Les Complices de la dernière chance (The Last Run) est un film américain réalisé par Richard Fleischer, sorti en 1971.

## Synopsis
Un ancien pilote mêlé à des bandits, passe désormais une paisible retraite à Albufeira, un petit village de pêcheurs de l'Algarve au Portugal. On lui propose, de faire traverser la frontière jusqu’en France, à un meurtrier évadé et sa compagne. Malgré les risques, il accepte ce dernier coup. 

## Fiche technique
- Titre : Les Complices de la dernière chance
- Titre original : The Last Run
- Réalisation : Richard Fleischer, John Huston (non crédité)
- Scénario : Alan Sharp
- Musique : Jerry Goldsmith
- Photographie : Sven Nykvist
- Montage : Russell Lloyd
- Production : Carter DeHaven
- Société de production et de distribution : Metro-Goldwyn-Mayer
- Pays :  États-Unis
- Langue : Anglais
- Format : Couleur - Mono - 35 mm - 2.35:1
- Genre : Action, drame et film de gangsters
- Durée : 95 min
- Dates de sortie :
  - États-Unis : 7 juillet 1971
  - France : 9 juin 1972

## Distribution
- George C. Scott (VF : André Valmy) : Harry Garmes
- Tony Musante : Paul Rickard
- Trish Van Devere (VF : Danielle Volle) : Claudine "Claudie" Scherrer
- Colleen Dewhurst (VF : Sylvie Deniau) : Monique
- Aldo Sambrell (VF : Jean-Louis Maury) : Miguel
- Antonio Tarruella (VF : Jean-Louis Maury) : Le policier à moto
- Robert Coleby : L'auto-stoppeur
- Patrick J. Zurica : Le premier homme
- Rocky Taylor (VF : Michel Paulin) : Le deuxième homme